# 庇护广场
庇护广场（Place Pie）是法国阿维尼翁的一个广场。

## 历史
1562年，阿维尼翁大学前任校长和奥朗日议长的儿子，阿维尼翁胡格诺派宗教家让-佩兰 Parpaille，因异端和叛乱罪名被斩首。他的房子被夷为平地，开辟为庇护广场，是以当时的教宗命名。

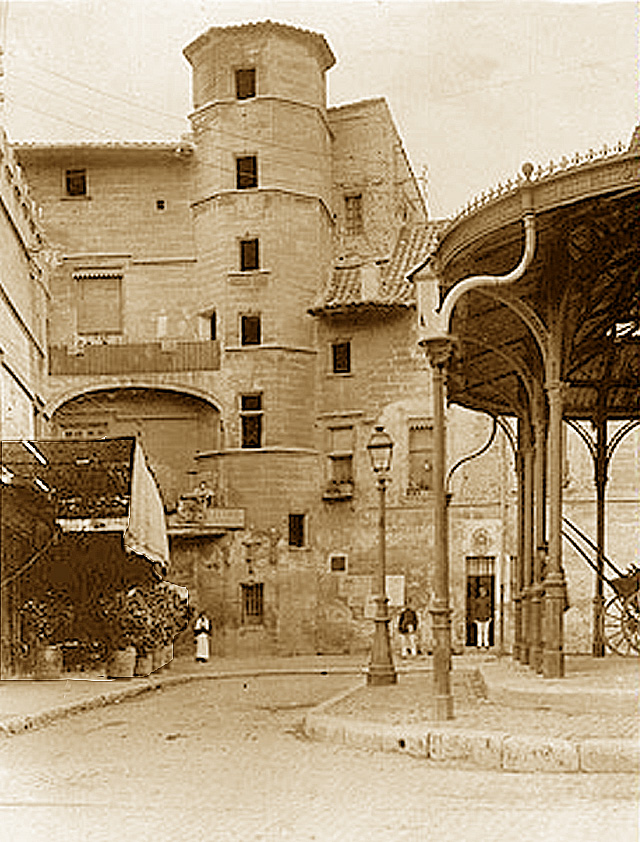

在16世纪末，这里是教宗的阅兵场。

## 图片

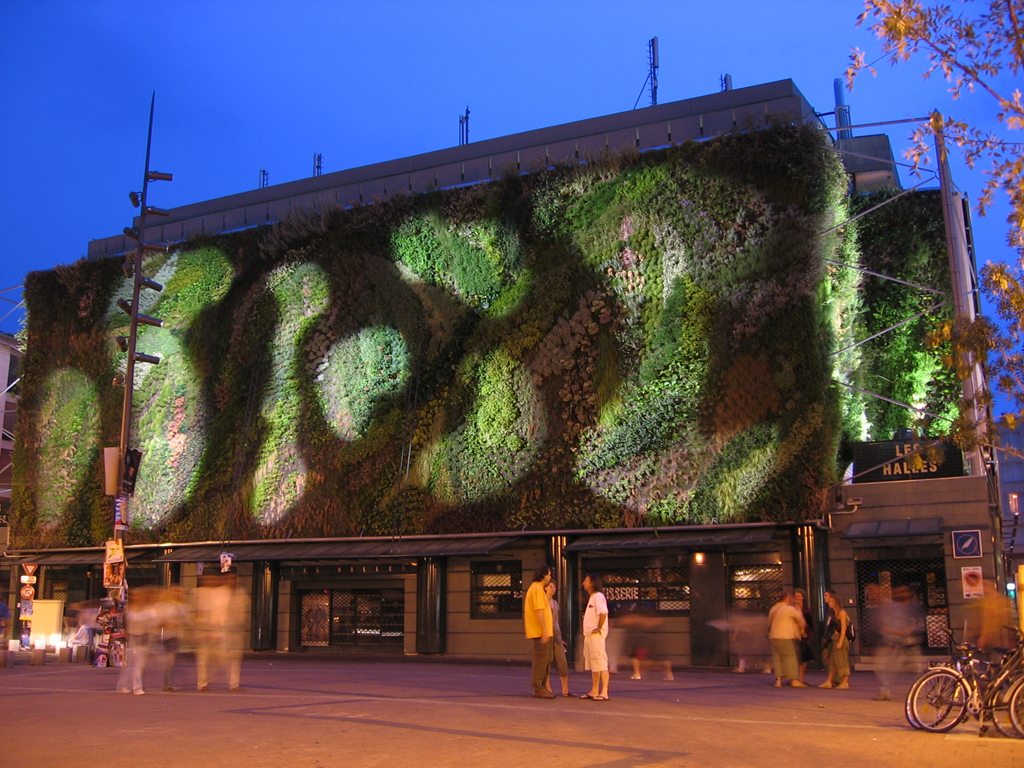
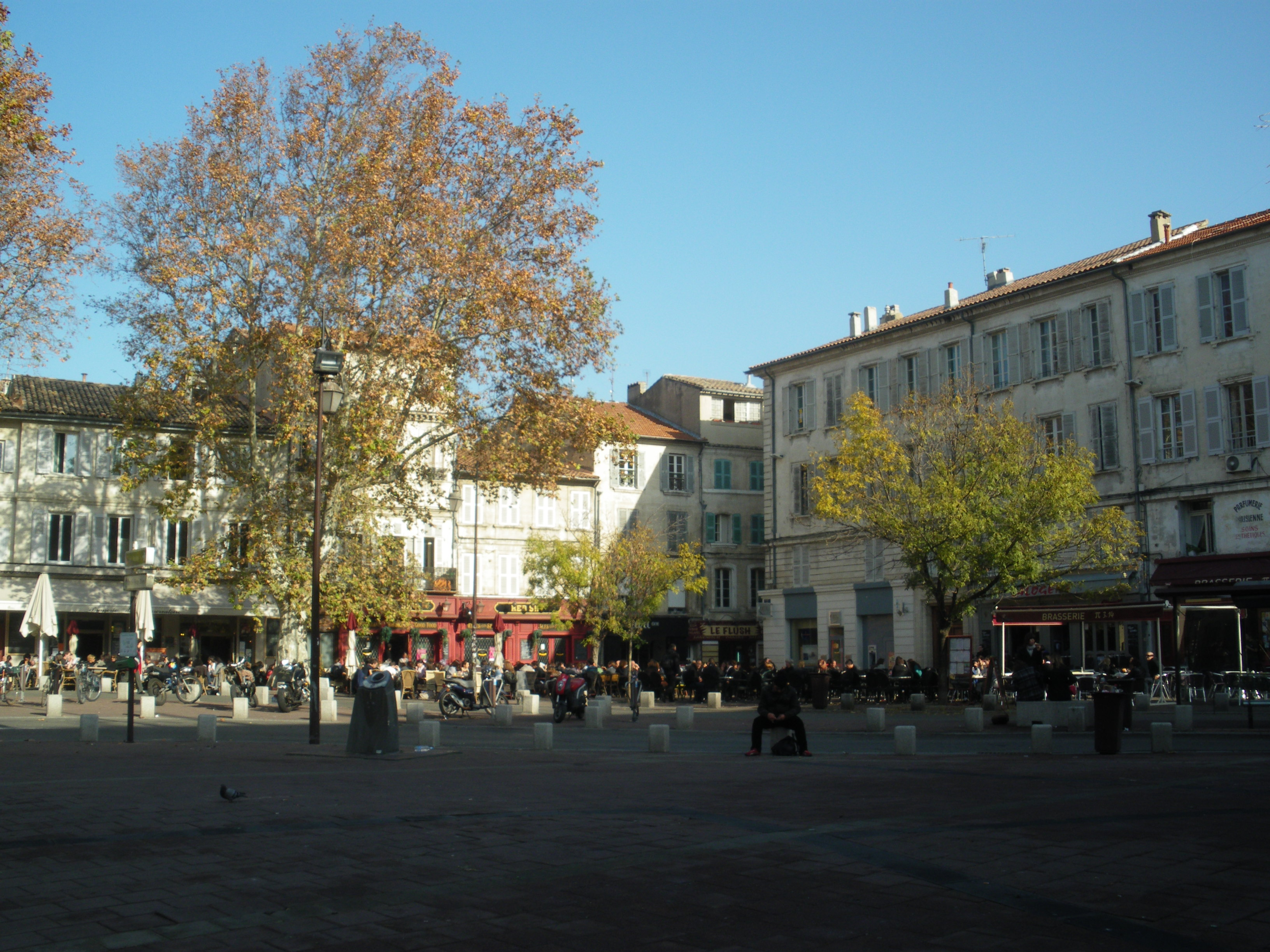
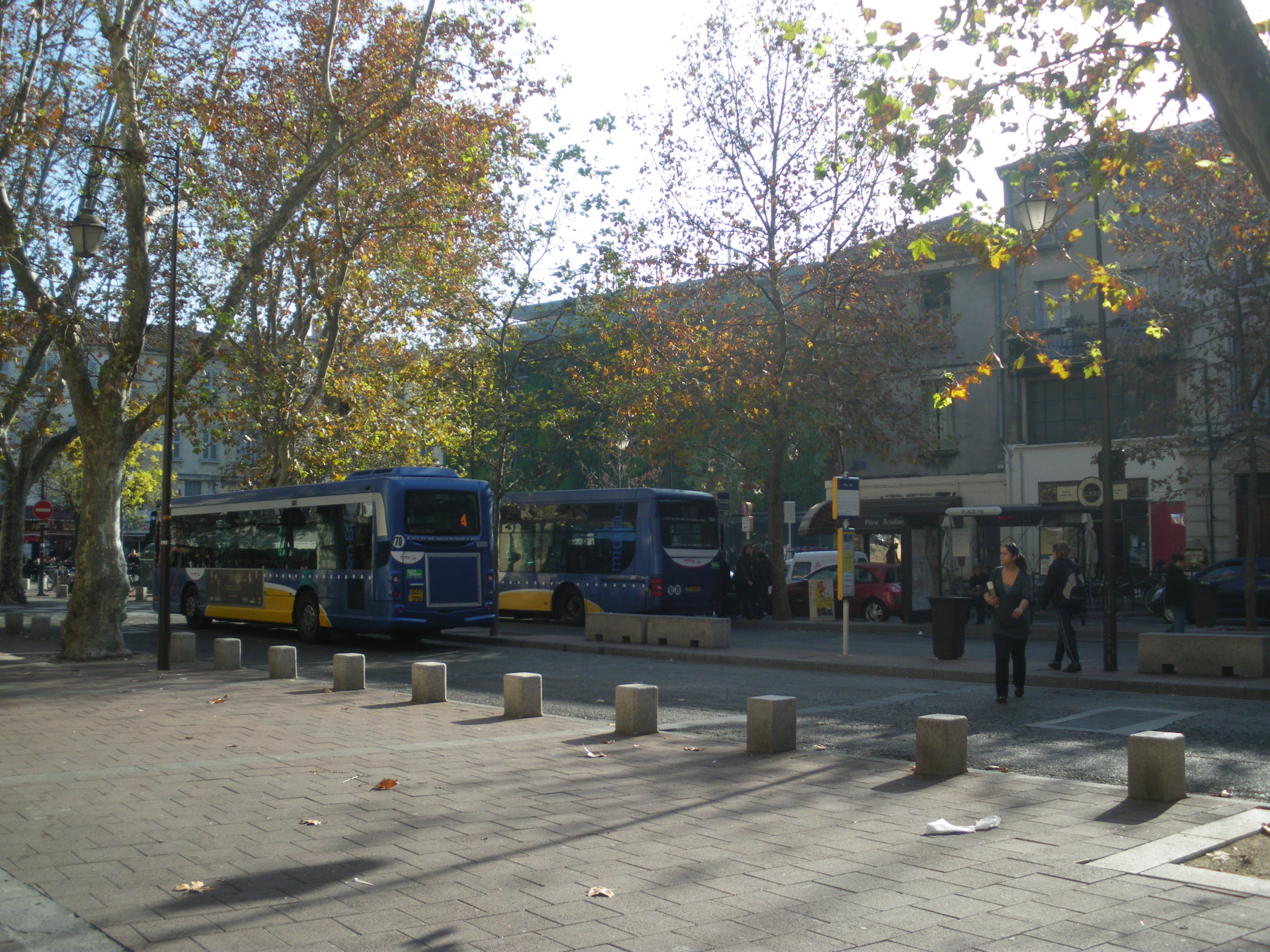
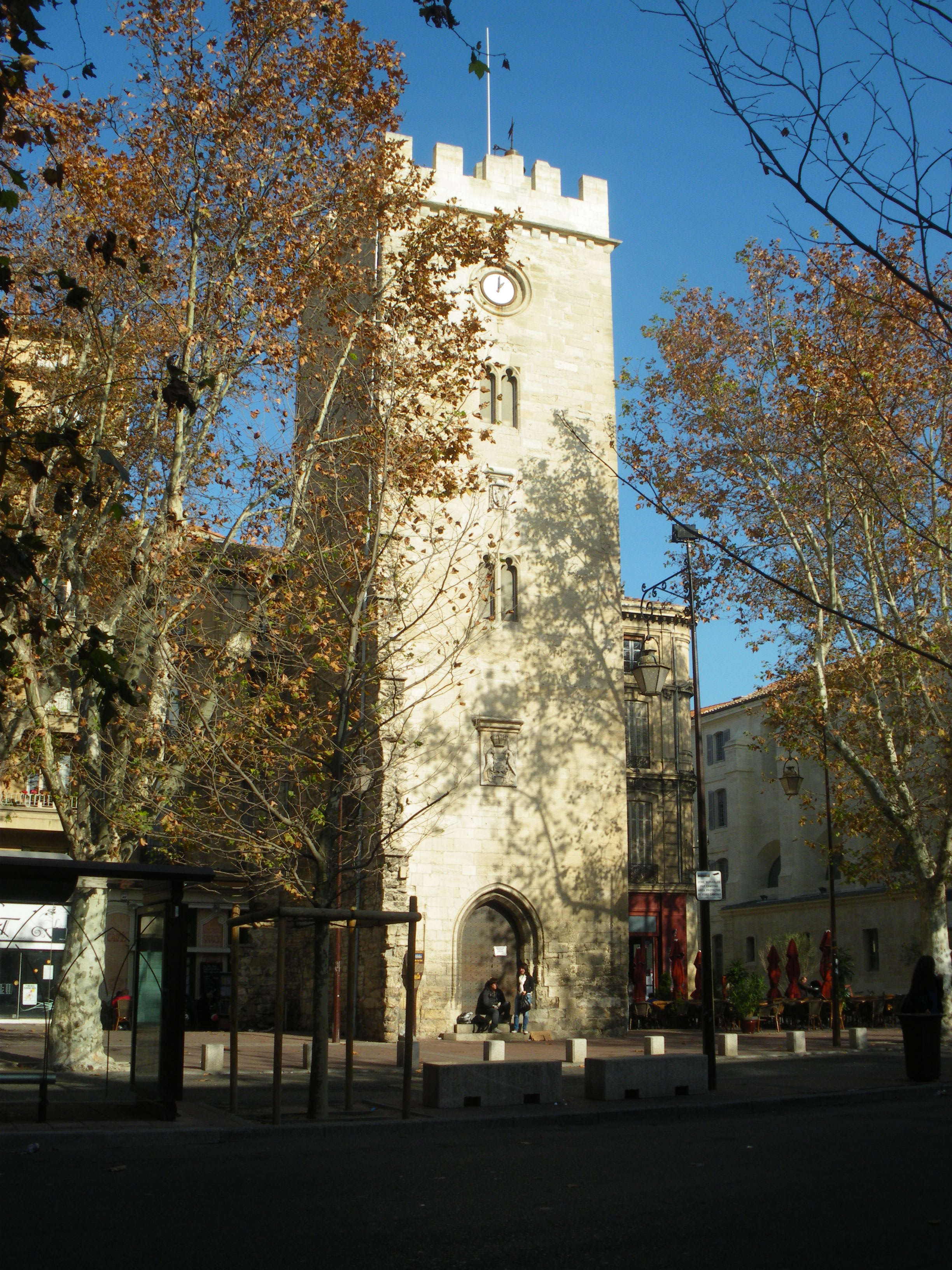
Tour Saint-Jean
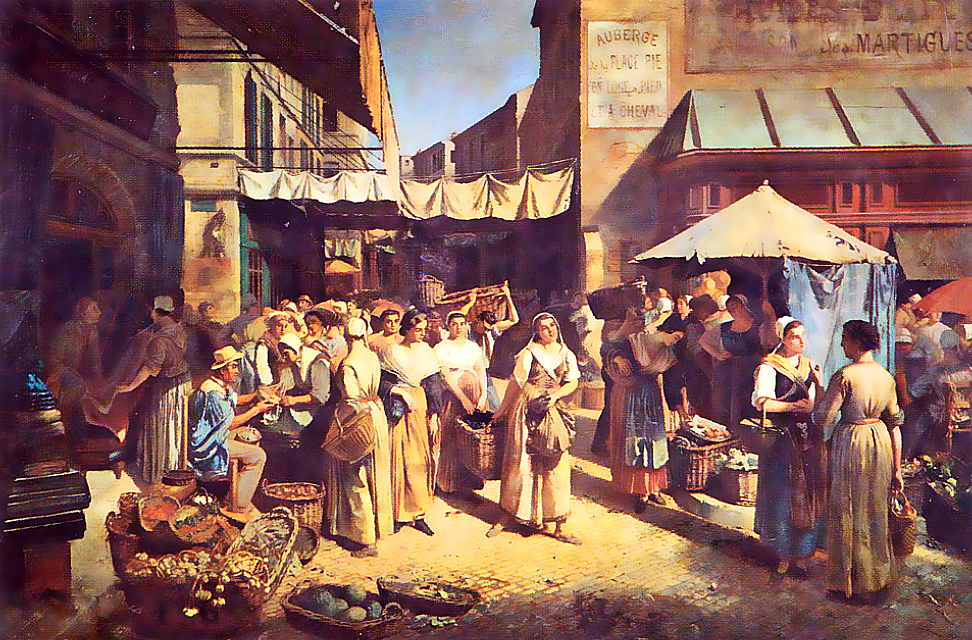
集市，1868年